# Henning Ruhe
Henning Ruhe (* 1978 in Hamburg) ist ein deutscher Pianist und Künstlerischer Leiter der Göteborgsoperan.

## Biografie
Ruhe studierte Politikwissenschaft in Hamburg sowie Klavier und Kulturmanagement an der Hochschule für Musik Franz Liszt Weimar.
Als Pianist ist er Preisträger nationaler und internationaler Wettbewerbe. Er spielte in europäischen und US-amerikanischen Konzerthäusern wie der Carnegie Hall in New York, der Wigmore Hall in London, im Bunka Kaikan in Tokio, beim Lucerne Festival sowie am Tschaikowski-Konservatorium in Moskau. Als Solist trat er unter anderem mit Ensembles wie der Staatskapelle Weimar, der Staatsphilharmonie Moldau sowie der Jenaer Philharmonie auf.
An der Staatsoper Unter den Linden in Berlin absolvierte Ruhe ein Intendanzpraktikum, danach war er Regieassistent und Abendspielleiter am Théâtre du Châtelet in Paris und Assistent von Robert Wilson in Paris und New York. Er war als Künstleragent tätig, bevor er das Opernstudio und die Education-Abteilung der Bayerischen Staatsoper und des Bayerischen Staatsballetts leitete. Ab 2012 war er auch für die internationalen Kooperationen und Gastspiele der Bayerischen Staatsoper verantwortlich, ab 2017 war er dort Künstlerischer Betriebsdirektor. 2020 wurde Ruhe als Künstlerischer Leiter an die Oper Göteborg berufen.
Daneben ist er Vorstandsmitglied von Opera Europa und Kuratoriumsmitglied des Hidalgo-Festivals in München.